# Галлинхен

Расположение на карте Котбуса

Га́ллинхен или Го́лынк (нем. Gallinchen; н.-луж. Gołynk) — один из районов Котбуса, федеральная земля Бранденбург, Германия.

## География
Расположен в южной части города на левом берегу Шпрее. На севере района проходит автомагистраль A15 (окружная дорога Котбус-Зюд, участок Люббенау — польская граница) и на востоке — автомагистраль B97 (участок Дрезден — Шенкендёберн). В Галлинхен также входит жилой район Куцебургер-Мюле (Радликойски-Млын), который ранее был самостоятельным населённым пунктом в составе общины Галлинхен до её вхождения в октябре 2003 года в городские границы Котбуса
Соседние городские районы: на севере — Мадлов (Модлей), на северо-востоке — Кикебуш (Кибуш), на западе — Грос-Гаглов (Гоголов) и на северо-западе — Заксендорф (Кнорава). На юго-востоке граничит с деревней Фрауэндорф (Дубравка) общины Нойхаузен и на юге — c деревней Грос-Осниг (Вельки-Восеньк, в городских границах Дребкау).

## История
Впервые упоминается в 1421 году. Серболужицкое название происходит от слова «Gołyn» (пустошь).
С 1574 по 1700 года деревня принадлежала губернатору Котбуса фон Мандельсло. С 1748 по 1825 года была собственностью рода фон Пюклер. В 1844 году в деревни проживало 231 жителей, которые занимались в основном скотоводством и рыбоводством. После Венского конгресса деревня перешла в Пруссию. В XIX веке здесь были построены шерстопрядильная фабрика и овцеводческая ферма. С 1930-х годов население деревни значительно возросло из-за развития промышленности в близлежащем Котбусе. В последние месяцы Второй мировой войны деревня подверглась сильному разрушению при наступлении Советской армии на Берлин. Было разрушено около 50 % жилых домов. В время ГДР в деревне осуществлялось обширное жилищное строительство. Были построены жилищные районы Карл-Маркс-Зидлунг, на улицах Гренцштрассе, Миттайштрассе, Берайх-Бергштрассе.
До июля 1952 года населённый пункт находился в районе Котбус, после входил в общину Котбус района Котбус-Ланд. 6 декабря 1993 года после территориально-административной реформы деревня вошла в состав общины Нойхаузен района Шпре-Найсе. С 26 декабря 2003 года Галлинхен вошёл в городские границы Котбуса в статусе отдельного района.
В настоящее время входит в состав культурно-территориальной автономии «Лужицкая поселенческая область», на территории которой действуют законодательные акты земель Саксонии и Бранденбурга, содействующие сохранению лужицких языков и культуры лужичан.

Историческое немецкое наименование:
- Galinchen

Исторические серболужицкие наименования:
- Golink
- Gólink
- Gółuńk
- Gółyńk

## Население
Официальным языком в районе, помимо немецкого, является также нижнелужицкий язык.
Согласно статистическому сочинению «Dodawki k statisticy a etnografiji łužickich Serbow» Арношта Муки в 1884 году в деревне проживало 375 жителей (все без исключения лужичане).
Лужицкий демограф Арношт Черник в своём сочинении «Die Entwicklung der sorbischen Bevölkerung» указывает, что в 1956 году при общей численности в 1301 жителей серболужицкое население деревни составляло 0,2 % (из них 2 взрослых владели активно нижнелужицким языком и 1 взрослый — пассивно).
| 1844 | 1875 | 1895 | 1910 | 1939 | 1946 | 1994 | 2000 | 2006 | 2013 | 2017 | 2019 | 2021 |
| ---- | ---- | ---- | ---- | ---- | ---- | ---- | ---- | ---- | ---- | ---- | ---- | ---- |
| 231  | 297  | 387  | 599  | 1114 | 1111 | 1123 | 2447 | 2671 | 2623 | 2624 | 2619 | 2727 |